# Liste de joueurs des ligues majeures qui ont 3000 coups sûrs

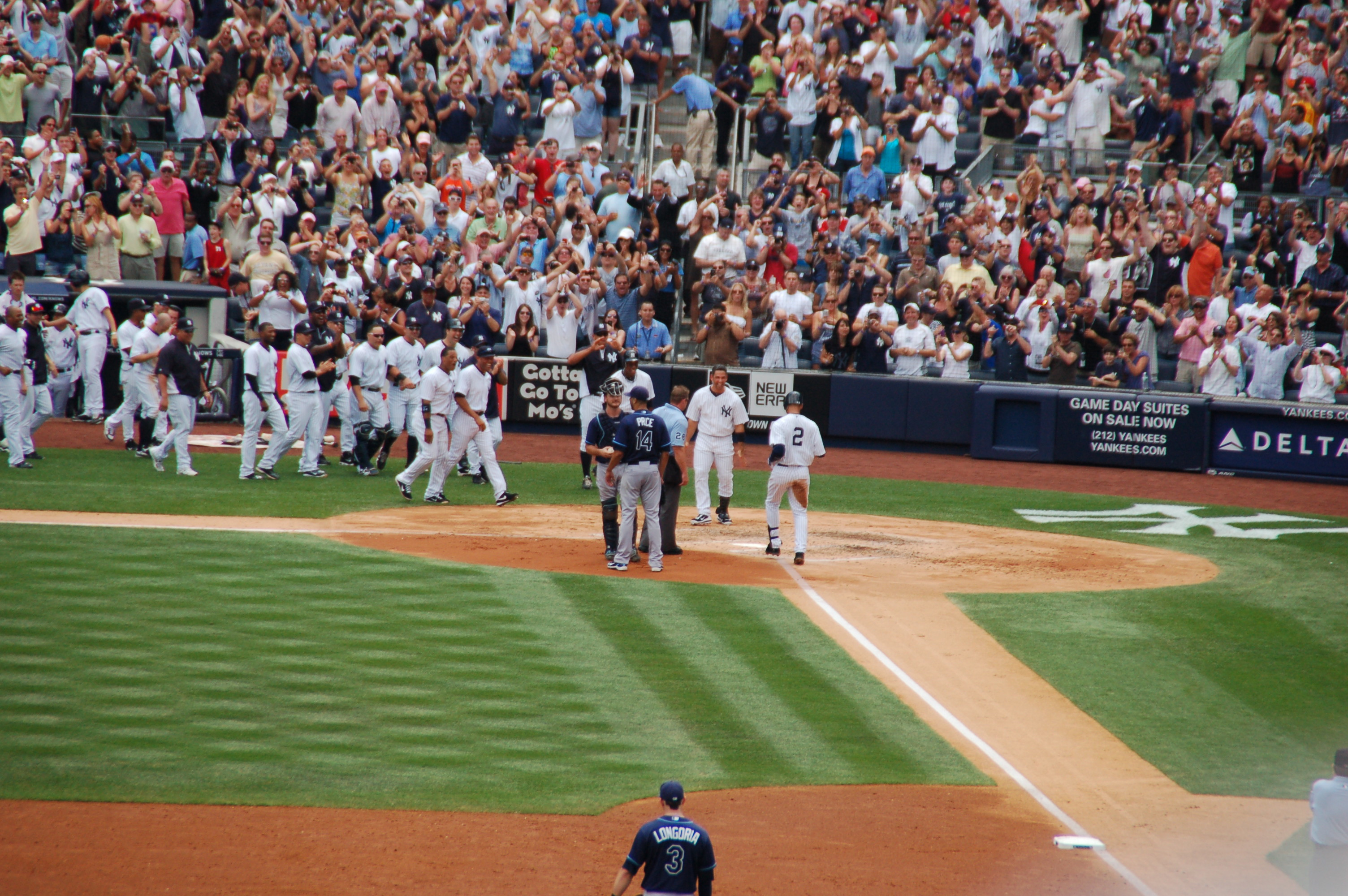
Les joueurs des Yankees félicitent Derek Jeter pour son 3000e coup sûr, le 9 juillet 2011.

Il y a actuellement 31 joueurs des Ligues majeures de baseball qui ont frappé au moins 3000 coups sûrs en carrière.
Le premier membre du club fut Cap Anson en 1897.
Seulement deux joueurs dans l'histoire ont frappé plus de 4000 coups sûrs dans les Ligues majeures de baseball : l'actuel détenteur du record, Pete Rose (4 256 coups sûrs), et Ty Cobb (4 189). En 2013, Ichirō Suzuki atteint les 4 000 coups sûrs, dont les 1 278 premiers ont été réussis dans les ligues du Japon.

## La liste
Liste mise à jour apres la saison 2023.

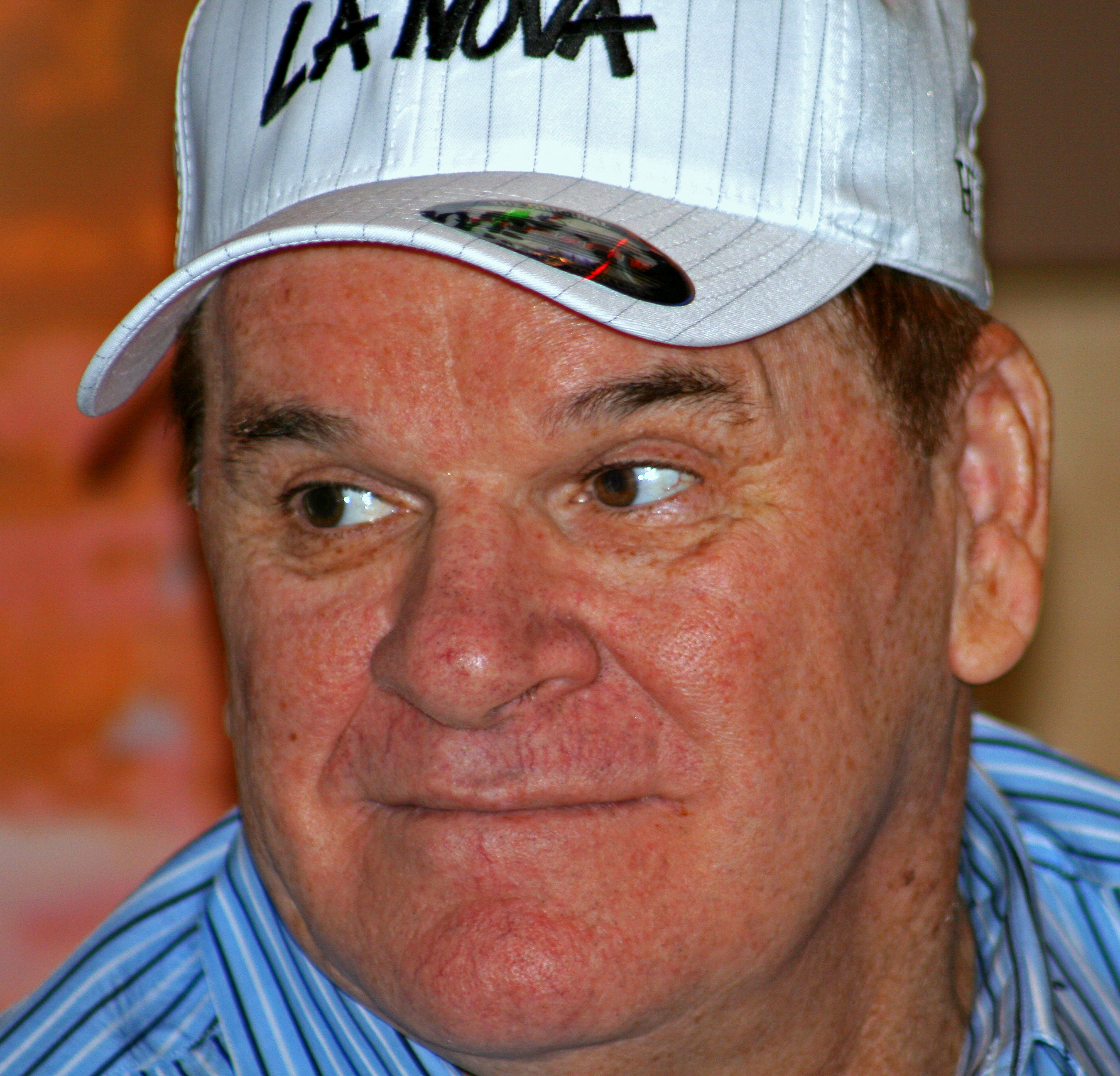
Pete Rose bat en 1985 le record de coups sûrs de Ty Cobb.

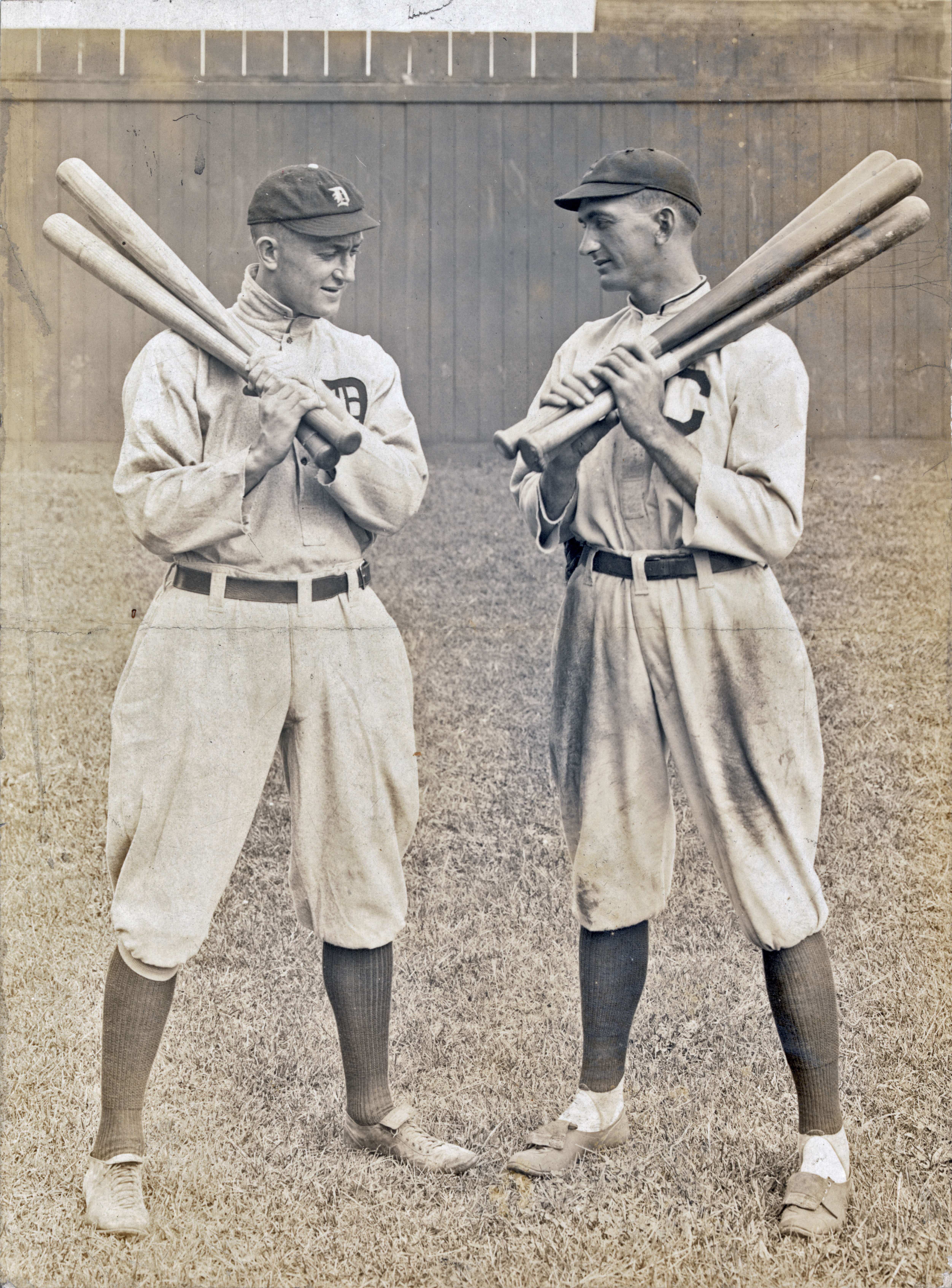
Ty Cobb (à gauche), le premier joueur avec 4000 coups sûrs.

| Joueur           | Coups sûrs | Date du 3000e     | Équipe                   | Années    |
| ---------------- | ---------- | ----------------- | ------------------------ | --------- |
| Pete Rose        | 4256       | 5 mai 1978        | Reds de Cincinnati       | 1963-1986 |
| Ty Cobb          | 4189       | 19 août 1921      | Tigers de Détroit        | 1905-1928 |
| Hank Aaron       | 3771       | 17 mai 1970       | Braves d'Atlanta         | 1954-1976 |
| Stan Musial      | 3630       | 13 mai 1958       | Cardinals de Saint-Louis | 1941-1963 |
| Tris Speaker     | 3514       | 17 mai 1925       | Indians de Cleveland     | 1907-1928 |
| Derek Jeter      | 3465       | 9 juillet 2011    | Yankees de New York      | 1995-2014 |
| Honus Wagner     | 3430       | 9 juin 1914       | Pirates de Pittsburgh    | 1897-1917 |
| Carl Yastrzemski | 3419       | 12 septembre 1979 | Red Sox de Boston        | 1961-1983 |
| Albert Pujols    | 3384       | 4 mai 2018        | Angels de Los Angeles    | 2001-2022 |
| Paul Molitor     | 3319       | 16 septembre 1996 | Twins du Minnesota       | 1978-1998 |
| Eddie Collins    | 3315       | 6 juin 1925       | White Sox de Chicago     | 1906-1930 |
| Willie Mays      | 3283       | 18 juillet 1970   | Giants de San Francisco  | 1951-1973 |
| Eddie Murray     | 3255       | 30 juin 1995      | Indians de Cleveland     | 1977-1997 |
| Nap Lajoie       | 3242       | 27 septembre 1914 | Naps de Cleveland        | 1896-1916 |
| Cal Ripken, Jr.  | 3184       | 15 avril 2000     | Orioles de Baltimore     | 1981-2001 |
| Miguel Cabrera   | 3174       | 23 avril 2022     | Tigers de Detroit        | 2003-2023 |
| Adrián Beltré    | 3166       | 30 juillet 2017   | Rangers du Texas         | 1998-2018 |
| George Brett     | 3154       | 30 septembre 1992 | Royals de Kansas City    | 1973-1993 |
| Paul Waner       | 3152       | 19 juin 1942      | Braves de Boston         | 1926-1945 |
| Robin Yount      | 3142       | 9 septembre 1992  | Brewers de Milwaukee     | 1974-1993 |
| Tony Gwynn       | 3141       | 6 août 1999       | Padres de San Diego      | 1982-2001 |
| Alex Rodriguez   | 3115       | 19 juin 2015      | Yankees de New York      | 1994-2016 |
| Dave Winfield    | 3110       | 16 septembre 1993 | Twins du Minnesota       | 1973-1995 |
| Ichirō Suzuki    | 3089       | 7 août 2016       | Marlins de Miami         | 2001-2018 |
| Craig Biggio     | 3060       | 28 juin 2007      | Astros de Houston        | 1988-2007 |
| Rickey Henderson | 3055       | 7 octobre 2001    | Padres de San Diego      | 1979-2003 |
| Rod Carew        | 3053       | 4 août 1985       | Angels de la Californie  | 1967-1985 |
| Lou Brock        | 3023       | 13 août 1979      | Cardinals de Saint-Louis | 1961-1979 |
| Rafael Palmeiro  | 3020       | 15 juillet 2005   | Orioles de Baltimore     | 1986-2005 |
| Cap Anson        | 3011       | 18 juillet 1897   | Colts de Chicago         | 1871-1897 |
| Wade Boggs       | 3010       | 7 août 1999       | Devil Rays de Tampa Bay  | 1982-1999 |
| Al Kaline        | 3007       | 24 septembre 1974 | Tigers de Détroit        | 1953-1974 |
| Roberto Clemente | 3000       | 30 septembre 1972 | Pirates de Pittsburgh    | 1955-1972 |

## Remarques
- Il y a deux joueurs qui ont 4000 coups sûrs : Pete Rose et Ty Cobb. Cobb était l'un des cinq premiers joueurs qui ont été intronisés au Temple de la renommée du baseball.

- La marque des 3 000 coups sûrs garantit presque une élection au Temple de la renommée. Des 31 joueurs ayant frappé 3000 coups sûrs ou plus dans l'histoire, 26 en sont déjà membres. Le meneur pour les coups sûrs, Pete Rose, est banni du baseball professionnel en raison d'accusations de paris illicites sur les matchs de baseball et les portes du Temple lui sont fermées pour cette raison. Rafael Palmeiro fut éligible à une élection au Temple de 2011 à 2014, mais un historique de dopage a ruiné ses chances. Albert Pujols et Miguel Cabrera, récemment retraités, ne sont éligibles à l'élection au Temple qu'en 2027 et 2028, respectivement.

- La plupart des joueurs membres du club des 3 000 coups sûrs sont des États-Unis. On compte aussi un joueur de Panama (Rod Carew), un du Japon (Ichiro Suzuki), un de Cuba (Rafael Palmeiro), deux de la République dominicaine (Adrián Beltré et Albert Pujols), un de Venezuela (Miguel Cabrera) et un de Porto Rico (Roberto Clemente).

- Un seul joueur est devenu membre de la liste pendant les années 1890
  - Deux joueur pendant les années 1910
  - Trois joueurs pendant les années 1920
  - Un pendant les années 1940
  - Un pendant les années 1950
  - Sept pendant les années 1970
  - Un pendant les années 1980
  - Sept pendant les années 1990
  - Quatre pendant les années 2000.
  - Cinq pendant la décennie 2010.
  - Deux jusqu'ici pendant la décennie 2020.

- Parmi ces joueurs, Hank Aaron, Willie Mays, Albert Pujols, Rafael Palmeiro, Alex Rodriguez et Eddie Murray ont aussi 500 coups de circuit.

- 20 des 30 joueurs retraités membres du club des 3 000 coups sûrs ont une moyenne au bâton en carrière supérieure a ,300. La meilleure moyenne est de ,367 par Ty Cobb, la moins bonne est de ,276 par Cal Ripken.

- 10 joueurs de ce groupe n'ont joué que pour une seule équipe dans leur carrière.

## Liste des joueurs qui ont 4000 coups sûrs
Deux joueurs ont frappé plus de 4000 coups sûrs
| Joueur    | Coups sûrs | Date du 4000e    | Équipes                                                         | Carrière |
| --------- | ---------- | ---------------- | --------------------------------------------------------------- | -------- |
| Pete Rose | 4256       | 13 avril, 1984   | Reds de Cincinnati, Phillies de Philadelphie, Expos de Montréal | 1963-86  |
| Ty Cobb   | 4191       | 18 juillet, 1927 | Tigers de Détroit, Athletics de Philadelphie                    | 1905-28  |